# 1665
- Wikisource

| Calendário gregoriano                                                        | 1665 MDCLXV                          |
| Ab urbe condita                                                              | 2418                                 |
| Calendário arménio                                                           | 1114 – 1115                          |
| Calendário bahá'í                                                            | -179 – -178                          |
| Calendário budista                                                           | 2209                                 |
| Calendário chinês                                                            | 4361 – 4362 Início a 15 de fevereiro |
| Calendário copta                                                             | 1381 – 1382                          |
| Calendário etíope                                                            | 1657 – 1658                          |
| Calendários hindus - Vikram Samvat - Calendário nacional indiano - Cáli Iuga | 1720 – 1721 1586 – 1587 4765 – 4766  |
| Calendário Holoceno                                                          | 11665                                |
| Calendário islâmico                                                          | 1076 – 1077                          |
| Calendário judaico                                                           | 5425 – 5426                          |
| Calendário persa                                                             | 1043 – 1044                          |
| Calendário rúnico                                                            | 1915                                 |
| Calendário solar tailandês                                                   | 2208                                 |

1665 (MDCLXV, na numeração romana)  foi um ano comum do século XVII do actual Calendário Gregoriano, da Era de Cristo, e a sua letra dominical foi D (53 semanas), teve início a uma quinta-feira e terminou também a uma quinta-feira.
| Ano completo                        |
| ----------------------------------- |
| Ano comum com início à quinta-feira |

## Eventos

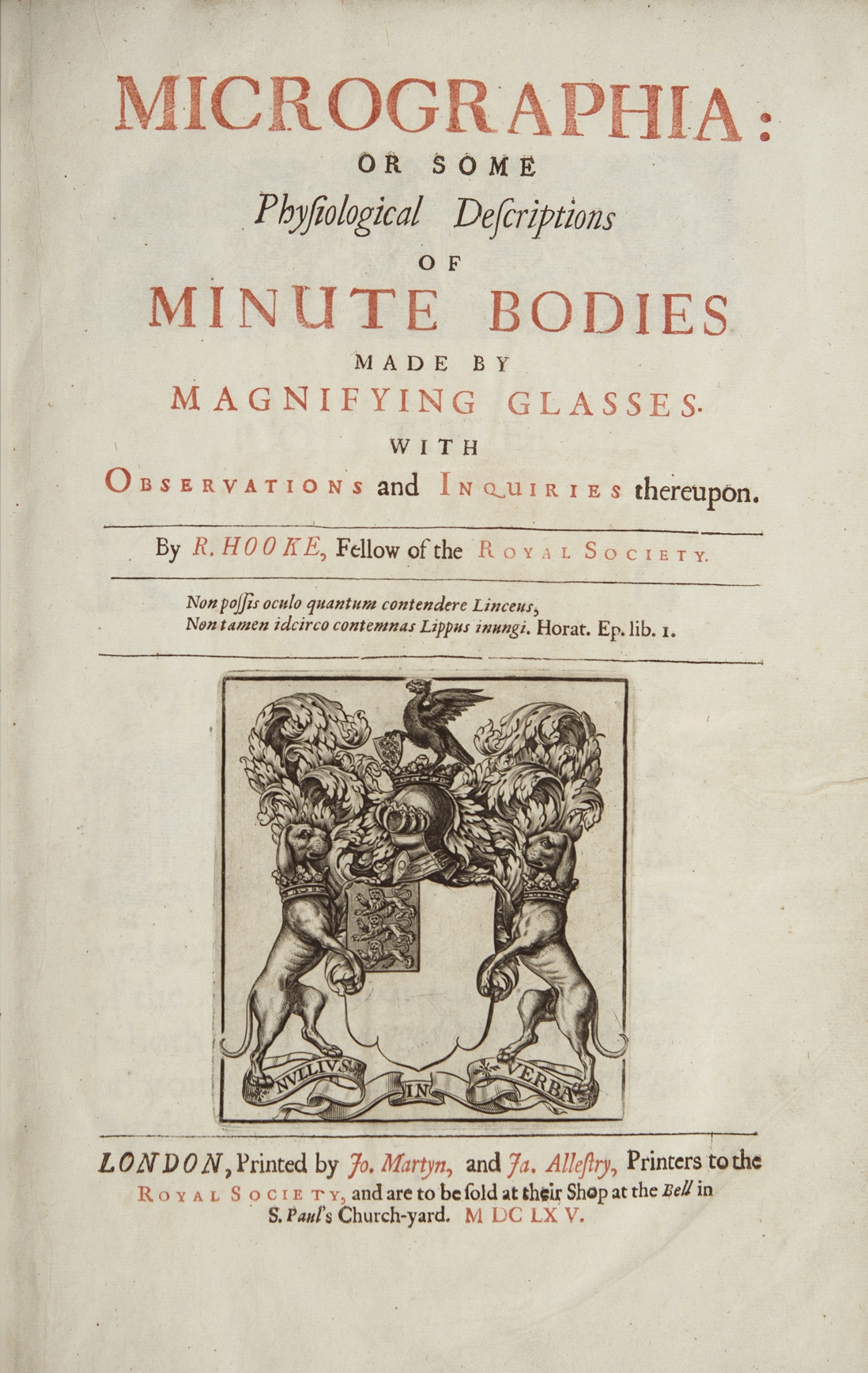
.Página de rosto da 1.ª edição da Micrographia de Robert Hooke

- 18 de fevereiro — após terem assinado um acordo com o vice-rei António de Melo e Castro em Pangim em 14 ou 17 de janeiro,[1][2] os ingleses tomam formalmente posse da ilha de Bombaim, marcando o início do fim do domínio português sobre aquela região.[3]
- 17 de junho — Guerra da Restauração portuguesa: Batalha de Montes Claros.
- Publicação da Micrographia, por Robert Hooke.
- Última epidemia de peste negra em Londres.

## Nascimentos
- 6 de fevereiro — Rainha Ana da Grã-Bretanha.

## Mortes
- 12 de janeiro — Pierre de Fermat, matemático e jurista francês.
- 16 de agosto — Jerónimo de Ataíde, 6.º Conde de Atouguia, militar português e um dos Quarenta Conjurados (n. 1610).
- 17 de setembro — Rei Filipe IV de Espanha, III de Portugal até 1 de dezembro de 1640.

## Por tema
- 1665 na ciência